# Loretomyrfågel
Loretomyrfågel (Oneillornis lunulatus) är en fågel i familjen myrfåglar inom ordningen tättingar.

## Utbredning och systematik
Fågeln förekommer lokalt i östra Ecuador och östra Peru (väster om Rio Napo och Rio Ucayali). Tidigare placerades den och vitstrupig myrfågel i släktet Gymnopithys och vissa gör det fortfarande.

## Status
IUCN kategoriserar arten som livskraftig.